# Playa Chiquita
Playa Chiquita è un comune (corregimiento) della Repubblica di Panama situato nel distretto di Santa Isabel, provincia di Colón. Si estende su una superficie di 117,5 km² e conta una popolazione di 169 abitanti (censimento 2010).